# UK Open 2023
Die Cazoo UK Open 2023 war ein Ranglistenturnier im Dartsport und wurde vom 3. bis zum 5. März 2023 zum 21. Mal von der Professional Darts Corporation (PDC) veranstaltet. Das Turnier wurde wie üblich im Butlin’s Resort im englischen Minehead ausgetragen. Titelverteidiger war der Niederländer Danny Noppert, der in der letzten Ausgabe Michael Smith mit 11:10 Legs schlug. Sieger wurde mit seinem ersten Major-Turniersieg Andrew Gilding, der im Finale Michael van Gerwen mit 11:10 bezwang.

## Format
Das Turnier wurde im K.-o.-System ausgetragen. In der ersten Runde traten die 64 am niedrigsten gerankten Spieler in 32 Spielen gegeneinander an. Die Gewinner trafen in der zweiten Runde auf die Spieler 65–96 der PDC Order of Merit. In der dritten Runde stießen dann die Spieler 33–64 der PDC Order of Merit dazu und in der vierten Runde die restlichen Spieler (1–32 der PDC Order Of Merit).
Gespielt wurde in den ersten drei Runden im Modus best of 11 legs. Von der vierten Runde an bis einschließlich dem Viertelfinale wurde im Modus best of 19 legs gespielt. Die Halbfinals und das Finale wurden im Modus best of 21 legs ausgetragen.
Während der ersten vier Runden wurde an acht Scheiben gleichzeitig gespielt, während der fünften an vier, im Achtelfinale an zwei und ab dem Viertelfinale an einer.

## Preisgeld
Das Preisgeld wurde im Vergleich zum Vorjahr um £ 150.000 erhöht und wurde wie folgt verteilt:
| Position          | Preisgeld |
| ----------------- | --------- |
| Gewinner          | £ 110.000 |
| Finalist          | £ 50.000  |
| Halbfinalisten    | £ 30.000  |
| Viertelfinalisten | £ 15.000  |
| Achtelfinalisten  | £ 10.000  |
| Letzte 32         | £ 5.000   |
| Letzte 64         | £ 2.500   |
| Letzte 96         | £ 1.500   |
| Letzte 128        | £ 1.000   |

## Teilnehmer
Für das Turnier qualifizierten sich die Tour-Card-Inhaber der PDC Pro Tour 2023, die Top 8 der Challenge Tour Order of Merit und die Top 8 der Development Tour Order of Merit. Die restlichen 16 Plätze werden über die sogenannten Riley’s Amateur Qualifiers vergeben, welche in verschiedenen Sportsbars in England ausgetragen werden. Die Tour Card Holder wurden anhand ihrer Position in der PDC Order of Merit am 27. Februar 2023, also nach den Baltic Sea Darts Open, für die einzelnen Runden gesetzt.
Das Teilnehmerfeld wurde am 27. Februar 2023 von der PDC bekanntgegeben.
PDC Order of Merit Plätze 1–32
- Die Top 32 stiegen in der 4. Runde ein.

1. Michael Smith
2. Peter Wright
3. Michael van Gerwen
4. Gerwyn Price
5. Luke Humphries
6. Rob Cross
7. Jonny Clayton
8. Danny Noppert
9. James Wade
10. Nathan Aspinall
11. Dimitri Van den Bergh
12. Dirk van Duijvenbode
13. Joe Cullen
14. Ryan Searle
15. José de Sousa
16. Dave Chisnall

1. Damon Heta
2. Ross Smith
3. Gabriel Clemens
4. Krzysztof Ratajski
5. Chris Dobey
6. Stephen Bunting
7. Gary Anderson
8. Callan Rydz
9. Brendan Dolan
10. Daryl Gurney
11. Martin Schindler
12. Kim Huybrechts
13. Mervyn King
14. Vincent van der Voort
15. Raymond van Barneveld
16. Alan Soutar

PDC Order of Merit Plätze 33–64
- Die Top 33 bis 64 stiegen in der 3. Runde ein.

1. Mensur Suljović
2. Madars Razma
3. Adrian Lewis
4. Josh Rock
5. Simon Whitlock
6. William O’Connor
7. Martin Lukeman
8. Martijn Kleermaker
9. Andrew Gilding
10. Keane Barry
11. Ryan Joyce
12. Ian White
13. Ritchie Edhouse
14. Ryan Meikle
15. Jermaine Wattimena
16. Luke Woodhouse

1. Ricky Evans
2. Jamie Hughes
3. Florian Hempel
4. Steve Beaton
5. Rowby-John Rodriguez
6. Mike De Decker
7. Boris Krčmar
8. Darius Labanauskas
9. Jim Williams
10. Scott Williams
11. Lewy Williams
12. Steve Lennon
13. Devon Petersen
14. Adam Gawlas
15. Joe Murnan
16. Jeff Smith

PDC Order of Merit Plätze 65–96
- Die Top 65 bis 96 stiegen in der 2. Runde ein.

1. Matt Campbell
2. Danny Jansen
3. Cameron Menzies
4. Nathan Rafferty
5. Mickey Mansell
6. John O’Shea
7. Scott Waites
8. Mario Vandenbogaerde
9. Kevin Doets
10. Ted Evetts
11. Jimmy Hendriks
12. Ricardo Pietreczko
13. José Justicia
14. Richie Burnett
15. Krzysztof Kciuk
16. Connor Scutt

1. Brian Raman
2. Bradley Brooks
3. James Wilson
4. Radek Szagański
5. Rusty-Jake Rodriguez
6. Shaun Wilkinson
7. George Killington
8. Luc Peters
9. Tony Martinez
10. Ross Montgomery
11. Damian Mol
12. Jamie Clark
13. Jules van Dongen
14. Kevin Burness
15. Richard Veenstra
16. Keegan Brown

PDC Order of Merit Plätze 97–128
- Die Top 97 bis 128 stiegen in der 1. Runde ein.

1. Darren Webster
2. Nick Fullwell
3. Dylan Slevin
4. Niels Zonneveld
5. Vladimir Andersen
6. Maik Kuivenhoven
7. Arron Monk
8. Graham Usher
9. Jeffrey Sparidaans
10. Gian van Veen
11. Robbie Knops
12. Stephen Burton
13. Jeffrey de Zwaan
14. Josh Payne
15. Geert Nentjes
16. Pascal Rupprecht

1. Robert Owen
2. Adam Warner
3. Nick Kenny
4. Jurjen van der Velde
5. Daniel Klose
6. Graham Hall
7. Adam Smith-Neale
8. Ronny Huybrechts
9. Karel Sedláček
10. Lee Evans
11. Owen Roelofs
12. Danny van Trijp
13. Callum Goffin
14. Jacques Labre

Christian Perez und Corey Cadby, welche ebenfalls auf Position 125 in der Order of Merit stehen, entschieden sich gegen eine Teilnahme an den UK Open. Daher wurden in der ersten Runde zwei Freilose vergeben.
Challenge Tour Order of Merit Plätze 1–8
- Die Challenge Tour-Qualifikanten stiegen in der 1. Runde ein.

1. Thibault Tricole
2. Christian Kist
3. Kenny Neyens
4. Jim McEwan

1. Andy Jenkins
2. Michael Flynn
3. Jelle Klaasen
4. Lukas Wenig

David Pallett wäre ebenfalls über die Challenge Tour Order of Merit qualifiziert gewesen, entschied sich jedoch gegen eine Teilnahme. Für ihn rückte Lukas Wenig nach.
Development Tour Order of Merit Plätze 1–8
- Die Development Tour-Qualifikanten stiegen in der 1. Runde ein.

1. Nathan Girvan
2. Sebastian Białecki
3. Conor Heneghan
4. Jarred Cole

1. Jitse van der Wal
2. Joshua Richardson
3. Christopher Holt
4. Dom Taylor

| Minehead |

| Chorlton-cum-Hardy |

| Chester |

| City of Westminster |

| Norwich |

| Liverpool |

| Solihull |

| Benfleet |

| Coventry |

| Harlow |

| Minehead |

| Chorlton-cum-Hardy |

| Chester |

| City of Westminster |

| Norwich |

| Liverpool |

| Solihull |

| Benfleet |

| Coventry |

| Harlow |

| Minehead |

| Chorlton-cum-Hardy |

| Chester |

| City of Westminster |

| Norwich |

| Liverpool |

| Solihull |

| Benfleet |

| Coventry |

| Harlow |

| Minehead |

| Chorlton-cum-Hardy |

| Chester |

| City of Westminster |

| Norwich |

| Liverpool |

| Solihull |

| Benfleet |

| Coventry |

| Harlow |

Riley’s Amateur Qualifiers
- Die Riley’s Amateur Qualifiers stiegen in der 1. Runde ein.[3]

- Luke Littler (Chorlton-cum-Hardy)
- Stuart White (City of Westminster)
- Jim Moston (Liverpool)
- Dan Read (Benfleet)
- Harry Lane (City of Westminster)
- Danny Lauby (Coventry)
- James Richardson (Chester)
- Brett Claydon (Norwich)

- Daniel Lee (Solihull)
- Callum Loose (Chorlton-cum-Hardy)
- Thomas Banks (Harlow)
- Darryl Pilgrim (City of Westminster)
- Lewis Gurney (Chester)
- Noel Grant (Coventry)
- Gary Davey (Liverpool)
- Jonathan Wynn (Norwich)

## Spielplan

### Runden 1 bis 5

#### Runde 1
3. März – best of 11 legs

| Nr. | Spieler 1                  | Ergebnis | Spieler 2               |  | Nr. | Spieler 1                | Ergebnis | Spieler 2                |
| --- | -------------------------- | -------- | ----------------------- |  | --- | ------------------------ | -------- | ------------------------ |
| 1   | Luke Littler 93,94         | 6 : 0    | Nick Fullwell 75,16     |  | 2   | Jelle Klaasen 92,62      | 6 : 2    | Josh Payne 91,59         |
| 3   | Gian van Veen 100,15       | 6 : 4    | Robert Owen 84,60       |  | 4   | James Richardson 93,24   | 6 : 4    | Thibault Tricole 90,96   |
| 5   | Lukas Wenig 88,62          | 3 : 6    | Jeffrey de Zwaan 94,04  |  | 6   | Sebastian Białecki 79,59 | 4 : 6    | Joshua Richardson 82,70  |
| 7   | Jurjen van der Velde 96,69 | 6 : 4    | Brett Claydon 96,72     |  | 8   | Geert Nentjes 95,48      | 6 : 5    | Christian Kist 97,02     |
| 9   | Arron Monk 84,72           | 6 : 5    | Vladimir Andersen 81,37 |  | 10  | Dan Read 84,53           | 6 : 5    | Callum Loose 77,68       |
| 11  | Conor Heneghan 93,12       | 6 : 2    | Daniel Lee 89,43        |  | 12  | Graham Hall 86,19        | 6 : 4    | Jeffrey Sparidaans 79,30 |
| 13  | Jacques Labre 88,90        | 3 : 6    | Daniel Klose 87,70      |  | 14  | Karel Sedláček 91,82     | 6 : 2    | Harry Lane 88,19         |
| 15  | Andy Jenkins 87,61         | 2 : 6    | Adam Warner 91,62       |  | 16  | Noel Grant 82,91         | 4 : 6    | Graham Usher 89,83       |
| 17  | Nathan Girvan 85,53        | 2 : 6    | Niels Zonneveld 96,37   |  | 18  | Michael Flynn 90,45      | 6 : 4    | Jonathan Wynn 84,09      |
| 19  | Callum Goffin 80,91        | 2 : 6    | Robbie Knops 82,83      |  | 20  | Pascal Rupprecht 93,16   | 5 : 6    | Nick Kenny 86,97         |
| 21  | Jarred Cole 80,56          | 5 : 6    | Jitse van der Wal 83,21 |  | 22  | Jim McEwan 92,87         | 6 : 1    | Danny Lauby 88,97        |
| 23  | Jim Moston 88,59           | 6 : 4    | Kenny Neyens 81,94      |  | 24  | Dylan Slevin 94,93       | 6 : 0    | Maik Kuivenhoven 73,17   |
| 25  | Gary Davey 94,47           | 6 : 4    | Lee Evans 85,95         |  | 26  | Danny van Trijp 92,59    | 3 : 6    | Christopher Holt 82,64   |
| 27  | Dom Taylor 90,48           | 4 : 6    | Darren Webster 87,52    |  | 28  | Lewis Gurney 91,04       | 6 : 5    | Darryl Pilgrim 102,14    |
| 29  | Stuart White 80,54         | 3 : 6    | Owen Roelofs 87,44      |  | 30  | Stephen Burton 83,71     | 6 : 5    | Adam Smith-Neale 83,17   |
| 31  | Ronny Huybrechts           |          | Freilos                 |  | 32  | Thomas Banks             |          | Freilos                  |

#### Runde 2
3. März – best of 11 legs

| Nr. | Spieler 1                  | Ergebnis | Spieler 2               |  | Nr. | Spieler 1                  | Ergebnis | Spieler 2                  |
| --- | -------------------------- | -------- | ----------------------- |  | --- | -------------------------- | -------- | -------------------------- |
| 1   | Danny Jansen 84,75         | 6 : 4    | Bradley Brooks 82,76    |  | 2   | Connor Scutt 91,51         | 6 : 3    | Jimmy Hendriks 94,38       |
| 3   | James Richardson 81,98     | 2 : 6    | Richie Burnett 92,09    |  | 4   | Keegan Brown 92,48         | 3 : 6    | Niels Zonneveld 98,42      |
| 5   | Jules van Dongen 85,92     | 4 : 6    | Kevin Doets 89,72       |  | 6   | Rusty-Jake Rodriguez 88,03 | 2 : 6    | Luke Littler 96,69         |
| 7   | Matt Campbell 77,82        | 6 : 4    | Christopher Holt 77,08  |  | 8   | Daniel Klose 91,79         | 3 : 6    | Mario Vandenbogaerde 96,18 |
| 9   | José Justicia 99,04        | 4 : 6    | Mickey Mansell 95,09    |  | 10  | Cameron Menzies 99,08      | 6 : 2    | Jim Moston 89,70           |
| 11  | Ted Evetts 88,79           | 6 : 2    | Jim McEwan 79,27        |  | 12  | Lewis Gurney 85,47         | 6 : 5    | Stephen Burton 86,91       |
| 13  | Luc Peters 65,66           | 0 : 6    | James Wilson 77,08      |  | 14  | Damian Mol 83,98           | 6 : 4    | Gary Davey 79,15           |
| 15  | Dan Read 90,84             | 6 : 4    | Brian Raman 92,46       |  | 16  | Joshua Richardson 81,43    | 3 : 6    | Owen Roelofs 91,79         |
| 17  | Richard Veenstra 104,02    | 6 : 1    | Jamie Clark 88,85       |  | 18  | Darren Webster 92,51       | 6 : 5    | Tony Martinez 89,49        |
| 19  | Conor Heneghan 87,22       | 6 : 5    | Nick Kenny 94,48        |  | 20  | Graham Hall 83,31          | 3 : 6    | Thomas Banks 85,34         |
| 21  | Kevin Burness 91,85        | 2 : 6    | Nathan Rafferty 85,34   |  | 22  | Graham Usher 93,55         | 6 : 5    | John O’Shea 83,95          |
| 23  | Jeffrey de Zwaan 90,78     | 6 : 3    | Geert Nentjes 90,45     |  | 24  | Jelle Klaasen 94,54        | 6 : 1    | Ricardo Pietreczko 76,89   |
| 25  | Radek Szagański 86,92      | 6 : 3    | Krzysztof Kciuk 84,61   |  | 26  | Gian van Veen 100,67       | 6 : 5    | Scott Waites 89,80         |
| 27  | Jurjen van der Velde 91,65 | 6 : 4    | Ronny Huybrechts 93,91  |  | 28  | Michael Flynn 98,29        | 1 : 6    | Karel Sedláček 107,56      |
| 29  | Ross Montgomery 86,55      | 6 : 5    | Adam Warner 80,59       |  | 30  | Dylan Slevin 93,64         | 6 : 4    | Shaun Wilkinson 84,18      |
| 31  | Jitse van der Wal 69,51    | 1 : 6    | George Killington 81,91 |  | 32  | Arron Monk 87,77           | 0 : 6    | Robbie Knops 94,93         |

#### Runde 3
3. März – best of 11 legs

| Nr. | Spieler 1                  | Ergebnis | Spieler 2                  |  | Nr. | Spieler 1              | Ergebnis | Spieler 2                  |
| --- | -------------------------- | -------- | -------------------------- |  | --- | ---------------------- | -------- | -------------------------- |
| 1   | Adrian Lewis 96,97         | 6 : 0    | Joe Murnan 87,10           |  | 2   | Josh Rock 90,51        | 2 : 6    | Luke Woodhouse 103,30      |
| 3   | Ross Montgomery 90,71      | 3 : 6    | Simon Whitlock 89,63       |  | 4   | Florian Hempel 89,98   | 6 : 3    | Jamie Hughes 89,70         |
| 5   | Boris Krčmar 89,34         | 4 : 6    | Jermaine Wattimena 89,82   |  | 6   | Steve Beaton 88,00     | 6 : 4    | Connor Scutt 88,03         |
| 7   | Scott Williams 90,09       | 5 : 6    | Jelle Klaasen 98,27        |  | 8   | William O’Connor 99,97 | 6 : 2    | Devon Petersen 90,34       |
| 9   | Lewy Williams 85,29        | 1 : 6    | Danny Jansen 96,31         |  | 10  | Kevin Doets 90,19      | 6 : 3    | Radek Szagański 84,24      |
| 11  | Mario Vandenbogaerde 99,02 | 4 : 6    | Adam Gawlas 97,65          |  | 12  | Luke Littler 93,57     | 6 : 5    | Ritchie Edhouse 90,38      |
| 13  | Ryan Joyce 90,85           | 5 : 6    | Mike De Decker 96,47       |  | 14  | Cameron Menzies 94,24  | 2 : 6    | Ian White 98,58            |
| 15  | Jim Williams 102,36        | 6 : 3    | Gian van Veen 101,68       |  | 16  | Dylan Slevin 84,35     | 6 : 2    | Robbie Knops 75,00         |
| 17  | Martijn Kleermaker 93,02   | 6 : 4    | Steve Lennon 91,10         |  | 18  | Martin Lukeman 90,14   | 6 : 4    | Dan Read 86,46             |
| 19  | Madars Razma 90,05         | 5 : 6    | George Killington 84,19    |  | 20  | Richie Burnett 93,05   | 6 : 1    | Jurjen van der Velde 66,44 |
| 21  | Mensur Suljović 89,82      | 6 : 3    | Mickey Mansell 79,10       |  | 22  | Keane Barry 87,91      | 6 : 3    | Damian Mol 84,08           |
| 23  | Jeff Smith 90,39           | 1 : 6    | Matt Campbell 92,44        |  | 24  | Karel Sedláček 86,28   | 6 : 1    | Lewis Gurney 82,74         |
| 25  | Ryan Meikle 86,98          | 5 : 6    | Nathan Rafferty 91,62      |  | 26  | Andrew Gilding 94,75   | 6 : 2    | Darren Webster 92,53       |
| 27  | Niels Zonneveld 90,29      | 3 : 6    | Darius Labanauskas 87,55   |  | 28  | Ted Evetts 90,79       | 6 : 3    | Owen Roelofs 87,28         |
| 29  | Richard Veenstra 93,79     | 2 : 6    | Rowby-John Rodriguez 92,42 |  | 30  | Ricky Evans 89,61      | 6 : 5    | Graham Usher 92,48         |
| 31  | Jeffrey de Zwaan 87,30     | 6 : 5    | James Wilson 86,81         |  | 32  | Thomas Banks 81,35     | 6 : 2    | Conor Heneghan 76,94       |

#### Runde 4
3. März – best of 19 legs

| Nr. | Spieler 1                   | Ergebnis | Spieler 2                |  | Nr. | Spieler 1                   | Ergebnis | Spieler 2                  |
| --- | --------------------------- | -------- | ------------------------ |  | --- | --------------------------- | -------- | -------------------------- |
| 1   | Darius Labanauskas 90,36    | 8 : 10   | José de Sousa 91,36      |  | 2   | Luke Woodhouse 102,83       | 10 : 2   | Jelle Klaasen 93,32        |
| 3   | George Killington 96,70     | 6 : 10   | Martijn Kleermaker 93,72 |  | 4   | Mensur Suljović 93,03       | 4 : 10   | Karel Sedláček 93,69       |
| 5   | Adam Gawlas 97,00           | 10 : 8   | Luke Littler 100,20      |  | 6   | James Wade 96,41            | 8 : 10   | Gary Anderson 104,88       |
| 7   | Matt Campbell 92,22         | 4 : 10   | Adrian Lewis 102,61      |  | 8   | Michael van Gerwen 98,14    | 10 : 8   | Dave Chisnall 94,65        |
| 9   | William O’Connor 97,20      | 10 : 1   | Jermaine Wattimena 89,50 |  | 10  | Gerwyn Price 103,40         | 10 : 3   | Thomas Banks 90,75         |
| 11  | Luke Humphries 95,34        | 10 : 9   | Damon Heta 94,73         |  | 12  | Krzysztof Ratajski 98,49    | 8 : 10   | Dirk van Duijvenbode 92,93 |
| 13  | Raymond van Barneveld 92,10 | 9 : 10   | Rob Cross 99,23          |  | 14  | Jeffrey de Zwaan 90,96      | 10 : 9   | Danny Jansen 86,44         |
| 15  | Mervyn King 90,41           | 10 : 7   | Keane Barry 92,43        |  | 16  | Nathan Rafferty 90,68       | 8 : 10   | Ted Evetts 89,15           |
| 17  | Martin Schindler 95,80      | 10 : 7   | Simon Whitlock 92,53     |  | 18  | Kim Huybrechts 86,55        | 10 : 8   | Mike De Decker 87,15       |
| 19  | Dylan Slevin 87,94          | 7 : 10   | Joe Cullen 97,11         |  | 20  | Danny Noppert 99,89         | 10 : 8   | Jim Williams 99,85         |
| 21  | Callan Rydz 99,01           | 10 : 7   | Daryl Gurney 91,32       |  | 22  | Dimitri Van den Bergh 99,75 | 10 : 5   | Gabriel Clemens 97,38      |
| 23  | Kevin Doets 91,89           | 10 : 9   | Martin Lukeman 91,81     |  | 24  | Richie Burnett 79,95        | 10 : 9   | Florian Hempel 82,57       |
| 25  | Rowby-John Rodriguez 80,34  | 4 : 10   | Steve Beaton 87,79       |  | 26  | Vincent van der Voort 94,85 | 9 : 10   | Brendan Dolan 92,79        |
| 27  | Michael Smith 101,19        | 10 : 4   | Ian White 93,38          |  | 28  | Stephen Bunting 92,92       | 9 : 10   | Peter Wright 96,44         |
| 29  | Alan Soutar 96,37           | 9 : 10   | Nathan Aspinall 99,65    |  | 30  | Ryan Searle 94,76           | 6 : 10   | Chris Dobey 102,19         |
| 31  | Ricky Evans 89,38           | 5 : 10   | Andrew Gilding 99,68     |  | 32  | Ross Smith 96,76            | 9 : 10   | Jonny Clayton 94,79        |

#### Runde 5
4. März – best of 19 legs

| Nr. | Spieler 1                  | Ergebnis | Spieler 2               |  | Nr. | Spieler 1                | Ergebnis | Spieler 2                   |
| --- | -------------------------- | -------- | ----------------------- |  | --- | ------------------------ | -------- | --------------------------- |
| 1   | Michael Smith 96,37        | 9 : 10   | Luke Humphries 99,66    |  | 2   | Kim Huybrechts 86,87     | 2 : 10   | Gary Anderson 93,54         |
| 3   | William O’Connor 100,85    | 10 : 9   | Danny Noppert 99,21     |  | 4   | Richie Burnett 87,98     | 10 : 9   | Ted Evetts 87,77            |
| 5   | Gerwyn Price 101,49        | 8 : 10   | Jeffrey de Zwaan 105,20 |  | 6   | Peter Wright 92,03       | 10 : 8   | Callan Rydz 93,11           |
| 7   | Joe Cullen 95,35           | 10 : 5   | Karel Sedláček 92,06    |  | 8   | Chris Dobey 96,10        | 6 : 10   | Brendan Dolan 94,83         |
| 9   | Adrian Lewis 96,29         | 5 : 10   | Martin Schindler 101,24 |  | 10  | Jonny Clayton 96,60      | 10 : 3   | José de Sousa 93,72         |
| 11  | Steve Beaton 87,34         | 3 : 10   | Rob Cross 101,54        |  | 12  | Adam Gawlas 87,24        | 10 : 8   | Kevin Doets 84,46           |
| 13  | Dirk van Duijvenbode 98,04 | 8 : 10   | Nathan Aspinall 95,32   |  | 14  | Mervyn King 92,01        | 8 : 10   | Dimitri Van den Bergh 95,24 |
| 15  | Luke Woodhouse 91,89       | 5 : 10   | Andrew Gilding 90,89    |  | 16  | Martijn Kleermaker 90,91 | 6 : 10   | Michael van Gerwen 98,15    |

#### Achtelfinale
4. März – best of 19 legs

| Nr. | Spieler 1                 | Ergebnis | Spieler 2                   |  | Nr. | Spieler 1              | Ergebnis | Spieler 2            |
| --- | ------------------------- | -------- | --------------------------- |  | --- | ---------------------- | -------- | -------------------- |
| 1   | Michael van Gerwen 103,98 | 10 : 4   | Luke Humphries 97,05        |  | 2   | Peter Wright 94,89     | 8 : 10   | Richie Burnett 86,96 |
| 3   | Jonny Clayton 94,47       | 8 : 10   | Martin Schindler 94,42      |  | 4   | Jeffrey de Zwaan 95,42 | 7 : 10   | Rob Cross 95,76      |
| 5   | Gary Anderson 99,23       | 8 : 10   | Dimitri Van den Bergh 97,45 |  | 6   | Brendan Dolan 87,49    | 8 : 10   | Andrew Gilding 88,82 |
| 7   | William O’Connor 96,65    | 3 : 10   | Adam Gawlas 99,61           |  | 8   | Nathan Aspinall 93,42  | 10 : 2   | Joe Cullen 87,16     |

#### Viertelfinale
5. März – best of 19 legs

| Nr. | Spieler 1                | Ergebnis | Spieler 2                   |
| --- | ------------------------ | -------- | --------------------------- |
| 1   | Andrew Gilding 93,90     | 10 : 4   | Martin Schindler 87,87      |
| 2   | Michael van Gerwen 99,62 | 10 : 6   | Nathan Aspinall 98,16       |
| 3   | Rob Cross 92,17          | 8 : 10   | Adam Gawlas 96,54           |
| 4   | Richie Burnett 83,85     | 2 : 10   | Dimitri Van den Bergh 93,75 |

#### Halbfinale und Finale
5. März – best of 21 legs

|  | Halbfinale                  | Halbfinale |                      |                          | Finale | Finale |
|  |                             |            |                      |                          |        |        |
|  |                             |            |                      |                          |        |        |
|  | Adam Gawlas 85,90           | 6          |                      |                          |        |        |
|  | Andrew Gilding 95,86        | 11         |                      |                          |        |        |
|  |                             |            | Andrew Gilding 95,46 | 11                       |        |        |
|  |                             |            |                      | Michael van Gerwen 96,74 | 10     |        |
|  | Dimitri Van den Bergh 89,63 | 6          |                      |                          |        |        |
|  | Michael van Gerwen 94,47    | 11         |                      |                          |        |        |
|  |                             |            |                      |                          |        |        |

## Interessantes
- Mit James Wade und Steve Beaton nahmen zwei Spieler an dem Turnier teil, welche an bisher jeder Austragung der UK Open teilgenommen haben.

## Übertragung
Erstmals in der Geschichte der UK Open wurden nicht nur die Haupt- und die Nebenbühne, sondern alle Spiele übertragen. Dies geschah über PDCTV, den hauseigenen Streaming-Dienst der Professional Darts Corporation. Die Hauptbühnenpartien wurden in Deutschland, Österreich und der Schweiz live von DAZN und Sport1 übertragen.